# 林迈可 (英国)
林迈可，全名迈克尔·弗朗西斯·莫里斯·林赛，第二代贝克尔的林赛男爵（Michael Francis Morris Lindsay, 2nd Baron Lindsay of Birker， 1909年2月24日—1994年2月13日），是一位英国贵族、学者、中国抗日战争的参加者，作家。

## 生平
林迈可出身英国世袭贵族。祖父Thomas Martin Lindsay是苏格兰长老会的领袖、神学家、格拉斯哥大学三一学院院长。
父亲桑迪·林赛，哲学教授，1924年成为牛津大学贝利奥尔学院院长，1935年至1938年是牛津大学校长（Vice-Chancellor of Oxford University），1938年在牛津选区竞选国会下议员，采取独立进步立场，反对慕尼黑协定，得到工党与自由党以及一些保守党员如温斯顿·丘吉尔的支持，但最终败选于保守党官方候选人昆汀·霍格。1945年11月13日获得世袭男爵贵族头衔。
林迈可是三兄弟中最小的。在牛津大学贝利奥尔学院学习学过自然科学、经济学、哲学及政治学毕业后，1937年与白求恩同船，经加拿大温哥华、日本横滨、改乘火车经日占朝鲜、满洲国抵达北平，在燕京大学任经济学教师。中国抗日战争爆发后，三次进入河北省的八路军晋察冀抗日根据地考察，与聂荣臻、吕正操结识，利用他的白种人身份进出北平城门不受检查，为中共地下组织偷运无线电器材与药品、手术器具、机油、技术书籍出城。1941年6月25日在燕京大学与他的女学生李效黎（山西离石县人）结婚。
1941年12月8日早晨，林迈可在燕南园大地63号的家中从广播中听到太平洋战争爆发、美国总统罗斯福向日本宣战新闻后，立即驾驶自己的汽车，携妻子、燕大物理系的英籍教授班维廉夫妇以及可能要他命的“两只装有无线电零件的箱子”（其中有一个万用表和一把计算尺）出逃，在中共帮助下至平西抗日根据地（军分区司令员肖克）。其他在北平的日本的交战敌国公民都被逮捕送入集中营。林迈可帮助八路军改进无线电技术，从事电台设备的整修改进和教学工作，利用自学的无线电知识，借助缴获的日军器材，制作了上百部形式各异的电台，帮助八路军重建无线电站，加强了电话与电报的收发能力。1942年春转移到在晋察冀军区司令部所在地。林迈可和班维廉主持晋察冀军区举办的无线电高级研究班（沿革为今西安电子科技大学）的教学，培养了钟夫翔、王士光、林爽等26名学员。高级研究班分为甲、乙二个班，甲班由林迈克和班威廉用英语教学，林爽（齐鲁大学物理系肆业，后任第七机械工业部副部长）和王士光（清华大学肆业，后任第四机械工业部副部长）是二位洋教员的随行翻译，在高级班甲班听完课，再把听课内容翻译成汉语给乙班同学辅导。开设了必修课高等数学、高等物理、电工原理（交流及高频）、无线电工程学四门，选修课高等电磁学、光学、无线电理论、量子论、相对论长女艾麗佳（Erica，李海文，1942-1993）出生于晋察冀边区。使用日晷确定标准时间，并写了《日晷的原理与制造》小册子。
林迈可认为共产党的抗日根据地处于一种同外界完全隔绝的状态，这不利于发挥同盟国在中国战场上的作用。为此，1944年5月林迈可携带妻女赴延安。林迈可担任中共中央军委三局（通信局）的技术顾问，帮助改进新华社的新闻文字广播电台的天线形状和定向，向美国西海岸与印度发送英文新闻电文。林迈可向中央指出以日晷确定的本地时间为延安时间是不妥的，不利于与外地无线电台的约定时间通联，并建议改用东七时区陇蜀标准时作为延安时间，这一建议被采纳。李效黎在军委外事组做翻译，为驻延安的美军观察组服务。二人的独子詹姆斯于1945年1月29日出生在延安的医院的窑洞产房。林迈可后参加新华社英文部的新闻稿的译校工作，林迈可提出新华社的英文新闻稿很多会被敌方与中立方认为是滥用辱骂语言，这会造成相反的舆论宣传效果，并建议改正，时任中宣部部长兼新华社负责人的博古接受了这一意见。
1945年12月，林迈可与妻子、儿女，乘美军飞机从延安经重庆回到英国。林迈可后在澳大利亚国立大学任教。次女Mary Muriel出生于1951年。
1952年林迈可继承了其亡父的男爵爵位，并成为英国上议院议员直至1994年去世。1959年，男爵及夫人移居美国首都华盛顿市，任美利坚大学远东研究专业教授。1975年退休留在美國定居。
林迈可與夫人在1949和1954年兩次訪問中國大陸，其中在1954年他充當了英國工黨訪華代表團的翻譯。但此後由於男爵批評中共領導層，因此男爵及夫人不再獲得中國簽證，直到毛澤東去世之後才再次訪問中國。

## 家人
- 夫人李效黎，1916年生于山西省离石县，1931年考入太原女子师范，1937年考入燕京大学，1941年6月与林迈可结婚。1944年到延安后被聘为中央军委外事组顾问，参与接待美军驻延安观察组。[8]
- 独生子詹姆斯·林赛，第三代贝克尔的林赛男爵曾是澳大利亞外交官，1994年繼承爵位及英國上議院議席，1999年由於英國上議院改革失去議席。曾应邀到访其父人交过的西北电子科技大学。

## 著作
- 《抗战中的红色根据地 —— 一个英国人不平凡经历》，解放军出版社，2005-7出版，ISBN 9787503318467